# Nonnos de Panopolis
Pour les articles homonymes, voir Nonnos.
Nonnos de Panopolis (en grec ancien : Νόννος ὁ Πανοπολίτης / Nónnos ho Panopolítēs) est un poète grec né à Panopolis en Égypte, ayant vécu de la fin du IVe jusqu'au milieu du Ve siècle.

## Biographie
On sait très peu de choses sur la vie de Nonnos. La présence de son nom sur certains manuscrits ainsi qu’une référence dans l’épigramme 9.198 de l’Anthologie palatine indiquent qu’il serait né à Panopolis (aujourd’hui Akhmîm) en Haute-Égypte. Enrico Livrea avait suggéré plus tôt que le poète pourrait être identifié comme étant l’évêque syrien d’Édesse portant le même nom. Les spécialistes croient qu’il aurait vécu de la fin du IVe jusqu’au milieu du Ve siècle, se basant sur le fait qu’il semble familier avec la Gigantomachie de Claudien (v. 370 – v. 408), mais avant qu’Agathias le Scholastique (v. 532 – v. 580) ne fasse allusion à lui dans son Histoire (4.23) comme à un « auteur récent ».

## Œuvre
Nonnos fait partie d'une vague d'auteurs égyptiens amateurs de poésie grecque, comme Tryphiodore, Musée ou Palladas. Il est l'auteur des Dionysiaques (Διονυσιακά / Dionusiaká), un recueil épique en deux groupes de 24 chants sur les légendes liées à Dionysos, probablement composé entre 450 et 470. Chaque chant débute par une invocation à la Muse et un prélude. L'ensemble est composé selon les lois de la rhétorique et entend rivaliser avec les textes homériques. Un manuscrit de ce texte, inédit alors, a été découvert au XVIe siècle à Tarente par Sambucus et publié peu de temps après par Christophe Plantin.
Nonnos est également l'auteur d'une Paraphrase de l'Évangile selon Jean en hexamètres dactyliques, ouvrage qu'il aurait écrit après s'être converti au christianisme, ou bien, en ayant d'abord été chrétien, avant de se convertir au paganisme. Quoi qu'il en soit, la datation de la Paraphrase est encore un sujet de débat, comme l'évolution religieuse présumée de son auteur. Dans sa Chronique des derniers païens (Les Belles Lettres, 1990), Pierre Chuvin étaye (cf. chapitre XIII) la théorie d'un Nonnos d'abord chrétien, puis « séduit par la théologie païenne ».
Le texte grec des œuvres de Nonnos a été révisé et édité, avec une traduction française par le comte de Marcellus : Dionysiaques, 1855 ; Paraphrase de l'Évangile de Jean, 1861.